# Aubusson, Orne
Aubusson är en kommun i departementet Orne i regionen Normandie i nordvästra Frankrike. Kommunen ligger i kantonen Flers-Nord som tillhör arrondissementet Argentan. År 2022 hade Aubusson 396 invånare.

## Befolkningsutveckling
Antalet invånare i kommunen Aubusson
| Referens: INSEE |